# Gómez (Panama)
Gómez è un comune (corregimiento) della Repubblica di Panama situato nel distretto di Bugaba, provincia di Chiriquí. Si estende su una superficie di 41 km² e conta una popolazione di 2.702 abitanti (censimento 2010).  